# Saint-Vincent-en-Bresse
 Saint-Vincent-en-Bresse  es una población y comuna francesa, en la región de Borgoña, departamento de Saona y Loira, en el distrito de Louhans y cantón de Montret.

## Demografía
| 481 | 412 | 349 | 365 | 420 | 468 |
| Para los censos de 1962 a 1999 la población legal corresponde a la población sin duplicidades (Fuente: INSEE [Consultar]) |     |     |     |     |     |